# Piotr Murdzia
Piotr Murdzia (* 20. Februar 1975 in Danzig) ist ein polnischer Schachspieler und Weltmeister im Lösen von Schachproblemen.

## Lösen von Schachproblemen

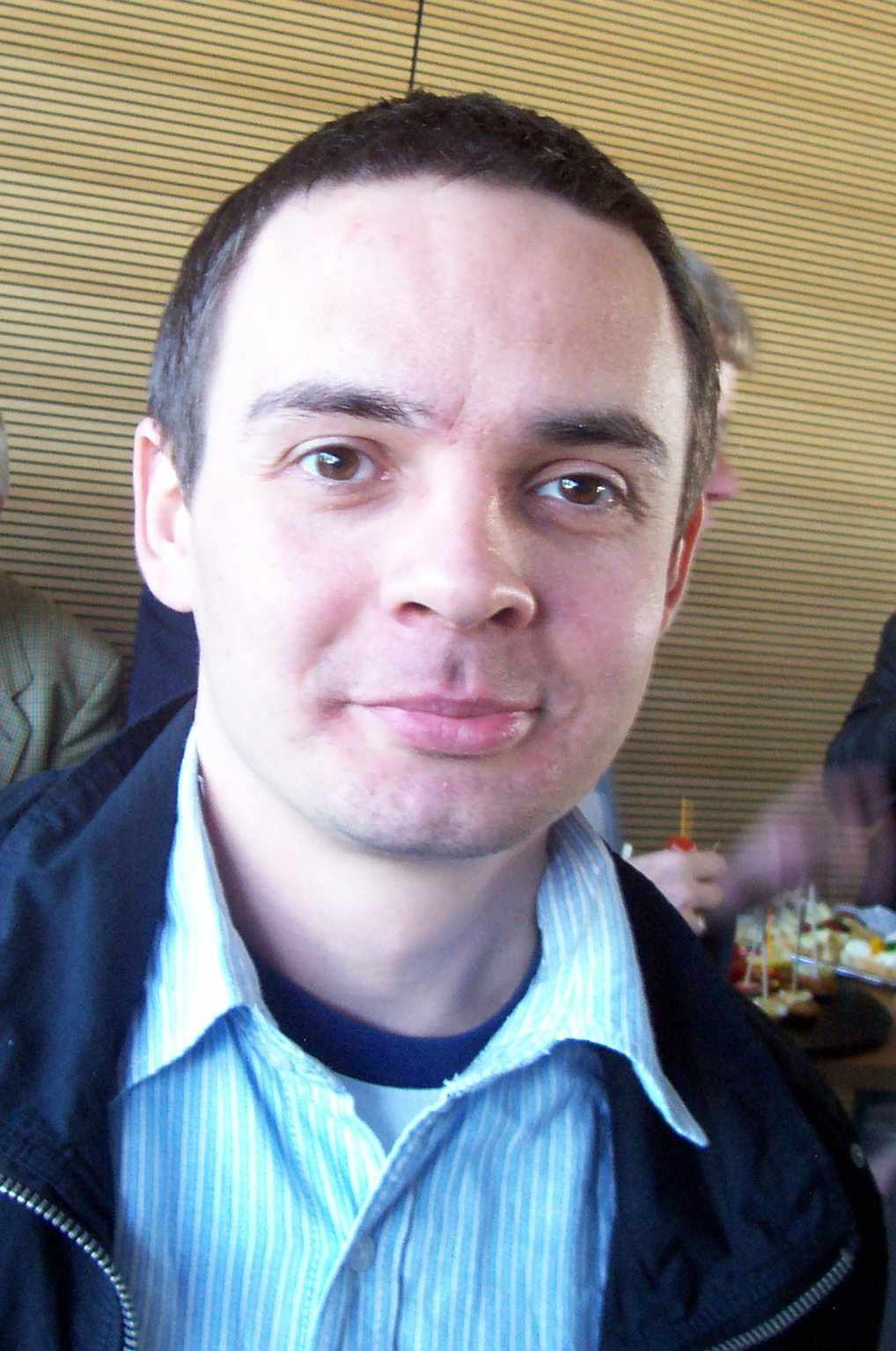
Piotr Murdzia in Aalen beim Rahmenprogramm der Deutschen Lösemeisterschaft 2009

### Weltmeisterschaften
Murdzia wurde von Marcin Banaszek zur Schachkomposition hingeführt. Er ist sechsmaliger Weltmeister im Lösen von Schachproblemen. Zum ersten Mal an Weltmeisterschaften nahm er 1991 in Rotterdam teil und belegte den zehnten Platz. 2001 in Wageningen wurde er Vizeweltmeister. Seinen ersten Weltmeistertitel gewann er 2002 in Portorož. 2004 in Kallithea (Chalkidiki) wurde er erneut Zweiter. Seinen zweiten Weltmeistertitel errang er 2005 in Eretria, seinen dritten 2006 in Wageningen. 2007 auf Rhodos wurde er Weltmeisterschaftsdritter, 2008 in Jūrmala siegte er zum vierten Mal. 2009 und 2012 konnte er zum fünften und sechsten Mal den Weltmeistertitel gewinnen. Mit der polnischen Nationalmannschaft belegte er bei der Weltmeisterschaft 2001 in Wageningen den dritten, 2006 in Wageningen den zweiten und 2008 in Jūrmala wieder den dritten Platz. Von 2009 bis 2012 gewann die polnische Nationalmannschaft den Titel viermal in Folge.

### Europameisterschaften
Viermal nahm er an Europameisterschaften teil. 2005 in Legnica wurde er Vizeeuropameister. 2006 in Warschau konnte er den Titel gewinnen. 2007 in Pardubice wurde er Dritter. 2008 in Antalya wurde er erneut Europameister. Mit der polnischen Nationalmannschaft belegte er 2007 in Pardubice den dritten Platz.

### Meisterschaften
Sogenannte Solving Shows gewann er 1998 in Sankt Petersburg und 2000 in Pula. Von der Permanent Commission of the FIDE for Chess Compositions (PCC) veranstaltete Open-Turniere gewann er 2000 in Pula und 2002 in Portorož. Er nahm an vielen offenen Landesmeisterschaften teil. So gewann er die offenen Meisterschaften von Deutschland (Stein bei Nürnberg 2002, Rosengarten-Sottorf 2006, Aalen-Unterkochen 2009), der Niederlande (Nunspeet 2000), Serbien und Montenegro (2004, Belgrad 2005), Slowakei (Bratislava 2001, Komárno 2003, Bratislava 2004, Bratislava 2005, Šaľa 2006), Tschechien (Prag 2000, Prag 2001, Havířov 2003, Prag 2004, Brünn 2005) und dem Vereinigten Königreich (Oakham 2005, Oakham 2007, Oakham 2008). Er gewann auch den 1. Grand Prix 2003 in Warschau, Open 2004 in Serock, Polen und Belgrad, Open 2005 in Belgrad und Gdynia sowie 2006 in Jadwisin, Polen und Pardubice. Die polnische Einzelmeisterschaft im Lösen von Schachproblemen gewann er bei 16 Mal: 1992 und 1993 in Warschau, 1997 und 1998 in Serock, 1999, 2000 und 2001 in Sokołów Podlaski, 2002 in Warschau, 2003 in Breslau, 2004 in Jadwisin bei Serock, 2005 in Gdynia, 2006 in Jadwisin bei Serock, 2008 in Gniezno, 2009 in Serock, 2010 in Łódź und 2015 in Puławy.

### Titel und Rating
Seit dem Jahr 2002 trägt er den Titel eines Großmeisters im Lösen von Schachproblemen. Seine Ratingzahl beträgt 2745 (Stand: 1. Januar 2022), damit liegt er auf dem vierten Platz der PCCC-Weltrangliste. Seine bisher höchste Elo-Zahl im Lösen von Schachproblemen war 2860, dies ist mit einem Abstand von 41 Punkten auf Georgi Ewsejew die höchste Elo-Zahl, die in dieser Disziplin von einem Löser erreicht worden ist.
Murdzias Ehefrau löst ebenfalls Schachkompositionen.

## Turnierschach
1991 und 1995 gewann er die polnische Einzelmeisterschaft U20, 1993 belegte er bei der polnischen U18-Meisterschaft den zweiten Platz.
Polnischer Jugendmannschaftsmeister wurde er mit Gedania Danzig 1990, 1991, 1992 und 1993, inzwischen spielt er für SKF Korsarz Gdynia. An der polnischen Mannschaftsmeisterschaft nahm er in den Jahren 1993 bis 1997 mit Gedania Danzig, 1998 mit MKS Rymer Niedobczyce, 2003, 2018 und 2020 mit ASSz Miedź Legnica und 2013 mit MLKS Impact Team Ostróda teil. In Deutschland spielte er mit der 2. Mannschaft des Hamburger SK in der 2. Bundesliga, seit der Saison 2004/05 spielt er für den SV Griesheim und war mit diesem in den Saisons 2010/11, 2012/13 und 2013/14 in der 1. Bundesliga vertreten. In der tschechischen Extraliga spielte er von 2004 bis 2011 für TŻ Třinec, seitdem für Slavoj Ostrava-Poruba.
Seit 1994 trägt er den Titel Internationaler Meister. Großmeister-Normen machte er 1998 bei einem Open in Świdnica und 2003 bei einem Rundenturnier in Legnica.